# Rorippa islandica
Rorippa islandica là một loài thực vật có hoa trong họ Cải. Loài này được (Oeder) Borbás miêu tả khoa học đầu tiên năm 1900.